# Elaeagnus yoshinoi
Elaeagnus yoshinoi är en havtornsväxtart som beskrevs av Tomitaro Makino. Elaeagnus yoshinoi ingår i släktet silverbuskar, och familjen havtornsväxter. Inga underarter finns listade i Catalogue of Life.